# Тенда
Тенда — группа родственных народов, проживающих на северо — западе Гвинеи в области Юкункун, граничащей с Сенегалом и Гвинеей-Бисау.
К народам группы тенда относят собственно тенда и тенда-боени, танда, бадьяранке, коньяги, бассари, бапен, бедик, боин, баньун.
По оценкам на 1990-е годы численность данной этнической группы составляла порядка 70-ти тысяч человек. Народы говорят на языках тенда западноатлантической группы нигеро-кордофанской семьи.

## Происхождение
Происхождение народов группы тенда явилось результатом смешанных браков, происходящих в XIV веке между группами мандинго и фула с одной стороны и группами бассари, коньяги и баджаранке с другой..

## Религия
Часть тенда исповедуют ислам суннитского толка. Однако сохраняются традиционные анимистические верования, такие как культы предков, духов дождя, воды и земли.

## Язык
Народы говорят на языке тенда. Тенда относится к группе бангала языков банту.

## Традиционные хозяйственные занятия
Тенда в основном занимаются ручным переложным земледелием. Выращиваются такие культуры как суходольный рис, кукуруза, арахис, просо, ямс, фонио, маниок, батат. Часть тенда занимается животноводством, разводит мелкий, реже — крупный рогатый скот. В прошлом были развиты охота, у бадьяранке — пчеловодство.
Тенда также занимаются ремеслами. Наиболее развиты гончарное ремесло, резьба по дереву, изготовление плетёных масок.

## Традиционный быт
Тенда живут большесемейными общинами с родо-племенное делением. Распространены патрилинейные роды и линиджи. Брак вирилокальный.
Живут компактными поселениями в жилищах цилиндрической формы с конической крышей.
В рационе питания преобладают каши и похлёбки, приправленные растительным маслом, специями, овощами.

## Тенда в Сенегале
Во времена колониальной зависимости Сенегала тенда и бассари вместе с фульбе и мандинка были объединены в один округ вокруг Кедогу..

## Учёные о тенда
В 1978 г. состоялся международный коллоквиум «Традиции и изменения в народах тенда», в котором приняли участие более 40 специалистов, в том числе из Франции, Канады и США. Исследователи обсуждали результат фундаментальных социокультурных изменений, причинами которых стали миграция в города, исламизация и другие. Было отмечено, что существует постоянно растущая опасность для традиционного образа жизни из-за различных видов деградации окружающей среды, а так же в связи с введением современной денежной экономики и некоторых других технических новшеств. Был обсуждён ряд медицинских вопросов. Учёные были заинтересованы в том, как происходящие изменения в народах могут повлиять на структуру заболеваемости. Особый интерес вызвали диетические изменения, изменения в социальном поведении и миграция..